# Omloop van het Houtland 2023
L'Omloop van het Houtland 2023, settantasettesima edizione della corsa e valida come prova dell'UCI Europe Tour 2023 categoria 1.1, si svolse il 20 settembre 2023 su un percorso di 195,2 km, con partenza da Eernegem e arrivo a Lichtervelde, in Belgio. La vittoria fu appannaggio del belga Gerben Thijssen, il quale completò il percorso in 4h20'45", alla media di 44,917 km/h, precedendo l'olandese Dylan Groenewegen e il connazionale Cédric Beullens.
Sul traguardo di Lichtervelde 63 ciclisti, dei 123 partiti da Eernegem, portarono a termine la competizione.

## Squadre e corridori partecipanti
| N.      | Cod. | Squadra                     |
| ------- | ---- | --------------------------- |
| 1-7     | ADC  | Alpecin-Deceuninck          |
| 11-17   | ICW  | Intermarché-Circus-Wanty    |
| 32-37   | ARK  | Team Arkéa-Samsic           |
| 41-47   | LTD  | Lotto Dstny                 |
| 51-57   | DSM  | Team DSM-Firmenich          |
| 61-67   | JAY  | Team Jayco AlUla            |
| 71-77   | BWB  | Bingoal WB                  |
| 81-87   | BEB  | Bolton Equities Black Spoke |
| 91-97   | HPM  | Human Powered Health        |
| 101-107 | TFB  | Team Flanders-Baloise       |

| N.      | Cod. | Squadra                           |
| ------- | ---- | --------------------------------- |
| 111-117 | UXT  | Uno-X Pro Cycling Team            |
| 121-127 | BCY  | Beat Cycling Club                 |
| 131-137 | GDM  | Materiel-Velo.com                 |
| 142-147 | MET  | Metec-Solarwatt p/b Mantel        |
| 151-156 | SQD  | Soudal-Quick-Step Devo Team       |
| 161-167 | TIS  | Tarteletto-Isorex                 |
| 172-177 | TDT  | TDT-Unibet Cycling Team           |
| 181-186 | TCR  | Team Coop-Repsol                  |
| 191-197 | VRL  | Van Rysel-Roubaix Lille Métropole |

## Ordine d'arrivo (Top 10)
| Pos. | Corridore         | Squadra     | Tempo    |
| ---- | ----------------- | ----------- | -------- |
| 1    | Gerben Thijssen   | Intermarché | 4h20'45" |
| 2    | Dylan Groenewegen | Jayco       | s.t.     |
| 3    | Cédric Beullens   | Lotto       | s.t.     |
| 4    | Arne Marit        | Intermarché | s.t.     |
| 5    | Luca Mozzato      | Arkéa       | s.t.     |
| 6    | Casper van Uden   | DSM         | s.t.     |
| 7    | Jensen Plowright  | Alpecin     | s.t.     |
| 8    | Tim Merlier       | Soudal Devo | s.t.     |
| 9    | Louis Bendixen    | Uno-X       | s.t.     |
| 10   | Matteo Malucelli  | Bingoal WB  | a 2"     |